# Håkan Waxegård
Per Håkan Fredrik Waxegård, född 16 november 1961 i Hässleholm, är en svensk entreprenör.

## Verksamhet i musikbranschen
Waxegård startade Föreningen Rockparty 1981 och var dess förste ordförande fram till 1991. I denna roll var han med och byggde upp Hultsfredsfestivalen, som hölls för första gången 1986. Waxegård var festivalgeneral fram till 1994 då han avgick. Håkan Waxegård var även hedersordförande i Föreningen Rockparty och Hultsfredsfestivalen. År 1995 startade han festivalen Lollipop tillsammans med EMA-Telstar.
EMA-Telstar och Håkan Waxegård gick skilda vägar 1998 efter oenighet om bandbokningar och festivalen lades ned. Efter Lollipop startade han festivalen Fanclub tillsammans med bland andra Disco Sthlm och tidningen Pop, men Fanclub genomfördes bara två år innan den lades ned 1999.
Han grundade och drev under åren 1997-2000 skivbolaget Grand Recordings och signade där artister som The Ark, Weeping Willows och Kask.
2003–2006 var han delägare av nöjespalatset Mondo i Medborgarhuset på Södermalm i Stockholm. År 2008 startade Waxegård Eksjö stadsfest, som är en av landets största stadsfestivaler med 20 000 besökare årligen. I Vaxblekaregårdens trädgård i Eksjö arrangerade Waxegård musikkvällar varje lördag på somrarna 2008 till 2012 med besökare från hela landet. I Eksjö har Waxegård även arrangerat landets största närproducerade julbord. Sammanlagt har Waxegård arrangerat över 600 artistkonserter i Eksjö åren 2008-2013. Waxegård grundade 2014 också Sävsjö Celebration, som på premiären 23 augusti lockade över 6 500 besökare.

## Annan verksamhet
Håkan Waxegård har drivit ett 30-tal företag sedan starten med Hultsfredsfestivalen med fokus på musikbranschen och haft många uppdrag från offentliga myndigheter och bolag. Några av dess uppdrag har varit artistbokare för Sveriges Television och TV3, skivproducent för Ronny & Ragge, eventkonsult för Nöjestorget, lärare på eventkoordinatorutbildningen i Landskrona samt på Music and Production i Skara. Waxegård har också varit hotellägare, när han ägde släktgården Hotell Vaxblekaregården i Eksjö under ett par år. Waxegård har också haft uppdrag som affärsutvecklare samt som PR- och marknadsföringskonsult.
Som ung så hade Waxegård en framgångsrik tenniskarriär där han till exempel slog Stefan Edberg. Han var också meriterad tennistränare och tennisdomare. Han började sin föreningskarriär som 16-åring då han blev ordförande i Hultsfreds Tennisklubb, men redan som 12-åring började han arbeta som vaktmästare i sporthallen Hagadal i Hultsfred.

## Verksamhet inom turism
Waxegård anställdes 2013 som turist- och destinationsutvecklingschef på Öland för att arbeta med öns turismstrategi, men han sa upp sig för att istället arbeta med samma uppgifter inom den privata sektorn. Han sade upp sig från tjänsten 21 februari 2014. Waxegård arbetar sedan mars 2014 med destinationsutveckling inom näringslivet i hela Sverige.